# Diego Wayar
Diego Horacio Wayar Cruz (Tarija, 15 de octubre de 1993) es un futbolista boliviano que juega de centrocampista en Real Tomayapo de la Primera División de Bolivia.

## Trayectoria
Nacido en Tarija, Wayar jugó de delantero durante sus comienzos. Jugó para los clubes locales Unión Tarija y Ciclón antes de unirse a García Agreda en 2011.
En enero de 2012 se unió a The Strongest de la Liga del Fútbol Profesional Boliviano, y tuvo su principal posición de volante izquierdo y derecho cambió a centrocampista ya que el técnico Mauricio Soria lo vio mejor en esa banda. Hizo su debut para el club el 29 de enero en la derrota por 1-0 ante Nacional Potosí.
Wayar anotó su primer gol el 15 de abril de 2012, en la victoria por 3-1 contra La Paz Fútbol Club.
El 6 de enero de 2025 se unió a Club Deportivo Real Tomayapo de la Liga del Fútbol Profesional Boliviano, y tuvo su principal posición de volante izquierdo y derecho cambió a centrocampista desde el 2012 

## Selección nacional
El 23 de agosto de 2016, fue convocado por el técnico de la Selección Boliviana, Ángel Hoyos, para los partidos de clasificación para la Copa Mundial de la FIFA 2018 contra Perú y Chile.

### Participaciones en Eliminatorias al Mundial
| Eliminatorias                 | Resultado | Partidos | Goles |
| ----------------------------- | --------- | -------- | ----- |
| Eliminatorias Mundial de 2018 | 9.º lugar | 4        | 0     |
| Eliminatorias Mundial de 2022 | 9.º lugar | 5        | 0     |

### Participaciones en Copas Américas
| Copa              | Sede   | Resultado      | Partidos | Goles |
| ----------------- | ------ | -------------- | -------- | ----- |
| Copa América 2019 | Brasil | Fase de grupos | 1        | 0     |
| Copa América 2021 | Brasil | Fase de grupos | 2        | 0     |

## Clubes
| Club          | País    | Año           |
| ------------- | ------- | ------------- |
| Unión Tarija  | Bolivia | 2009          |
| Ciclón        | Bolivia | 2010 - 2011   |
| García Agreda | Bolivia | 2011          |
| The Strongest | Bolivia | 2012-2024     |
| Real Tomayapo | Bolivia | 2025-presente |

## Palmarés

### Títulos nacionales
| Título           | Club          | Año           |
| ---------------- | ------------- | ------------- |
| Primera División | The Strongest | Clausura 2012 |
| Primera División | The Strongest | Apertura 2012 |
| Primera División | The Strongest | Apertura 2013 |
| Primera División | The Strongest | Apertura 2016 |
| Primera División | The Strongest | 2023          |